# Marie-Mai
Marie-Mai Bouchard (n. el 7 de julio de 1984, en Varennes, Quebec) también conocida como Marie-Mai, es una cantante canadiense de Quebec. A inicios era conocida por estar en los finalistas de la primera temporada del reality show de Quebec Star Académie.

## Biografía
Así como su padre también fue un músico, Marie-Mai comenzó su interés por la música en sus primeros años cuando practicaba clases de piano y también participaba en el teatro musical. Poco después, comenzó a cantar y su abuela notó su talento. En los años siguientes, ella ayudaría a mejorar sus habilidades para cantar. En ese tiempo, su abuela le sugirió que audicionara para una nueva competencia, Star Académie. Antes de esto, en 2011, ella comenzaría a cantar en shows en Théâtre Musical de Montreal en Passion Intense.
Se convirtió en finalista en la edición de 2003, en que inmediatamente fue reconocida por su estilo pop-rock. Terminó tercera detrás de Marie-Elaine Thibert, y Wilfred Le Bouthillier, el ganador.
Después de que la gira de Star Académie terminara en 2004, fue parte de Rent, un musical de rock ópera que estaba en el Teatro Olympia en Montreal.
El 1 de julio de 2009, Marie-Mai cantó "Mentir" y "Emmène-Moi" para Canadá Rocks The Capital en Ottawa.
El 28 de febrero de 2010, cantó "Emmène-Moi" durante las ceremonia de clausura de los Juegos Olímpicos de Vancouver 2010.
Marie-Mai ha estado en pareja con David Laflèche desde 2016. El 16 de febrero del 2017, dio a luz a su hija Gisèle.

## Dangereuse Attraction (2007)
Su segundo álbum, Dangereuse Attraction (también producido por Fred St-Gelais), fue lanzado el 28 de agosto de 2007. Ella mencionó en la entrevista con Charron que ella espera por éxito similar al de su álbum debut. La primera canción de su próximo álbum es "Qui prendra ma place" (Quién tomará mi lugar) y llegó al número 1 en la lista de la Radio NRJ (anteriormente Radio Énergie). Marie-Mai menciona que su segundo álbum es mucho más personal que Inoxydable. Su canción "Tôt Ou Tard" es un cover de "Waste My Time" por Alexz Johnson en el álbum Songs de Instant Star.
El álbum ha sido certificado disco de oro al vender más de 80 000 álbumes.
El 24 de junio de 2009, Marie-Mai participa por primera vez en el espectáculo de la fiesta nacional de Quebec en Montreal, lo que constituye un gran logro por la popularidad e importancia del evento, interpretando con una gran acogida del público sus éxitos "Mentir" "Emmene-Moi", un cover de la canción "Lady Marmalade" así como un fragmento del himno de Quebec "Gens du pays" de Gilles Vigneault.
Otro gran logro que llegó con este disco fue sus primeras dos presentaciones en el prestigioso Centre Bell de Montreal (con capacidad para más de 21 000 personas)
El 1.º de julio de 2009, durante la celebración de la Fiesta Nacional de Canadá en Ottawa, transmitida en vivo a nivel nacional invitó a Marie-Mai a cantar tres de sus canciones. Originalmente, las cadenas angloparlantes no pensaban transmitir más que su primera canción (Mentir), pero finalmente CBS cambió de idea luego de quedar atrapados por el carisma de la cantante.

## Version 3.0 (2009 - 2011)
El 26 de septiembre de 2009, ella lanza su tercer disco titulado "Version 3.0", que se convierte en disco de oro el 7 de diciembre de 2009 luego de vender más de 40 000 ejemplares. Su primer sencillo "C'est moi" lanzado el 17 de agosto de 2009 se convirtió en un clásico y permaneció 14 semanas en el lugar #1 de NRJ.
El 28 de febrero de 2010 forma parte de la ceremonia de clausura de los juegos olímpicos de invierno 2010 en Vancouver, interpretando su éxito "Emmène-moi", la presencia de Marie-Mai permaneció en secreto hasta el último momento, ella estaba programada bajo el pseudónimo de "Lisa Brown", su participación sorprendió y calmó los ánimos de la parte francesa de Canadá que sentían que fueron excluidos en la ceremonia de apertura, esta presentación fue vista alrededor del mundo.
A la par de sus siguientes sencillos "Deja Loin" y "J'attendrai mon tour", Marie-Mai colabora con gran éxito con su amigo David Usher en la canción "Je repars" que permanece clasificada más de un mes en el primer lugar del Top 100 BDS. Ese mismo año es elegida por Sony Music para interpretar un dúo virtual con Elvis Presley en la canción "Love me tender" para el álbum "Viva Elvis " inspirado por el espectáculo presentado por Cirque du soleil.
El 6 de noviembre de 2010, gana dos Félix en la gala ADISQ (Una especie de Grammys en Quebec), por el álbum rock del año y otro a la intérprete femenina del año.
El 18 de marzo de 2011, el disco "Version 3.0" es certificado de Platino por más de 80,000 copias vendidas, esa misma semana su sencillo "Comme Avant" cumpliría su séptima semana en el primer lugar del Top 100 BDS.
Su gira de conciertos "Tournee Version 3.0" la lleva por todo Quebec, Ontario y New Bronswick por espacio de 2 años, la gira fue certificada con un "Boleto de Oro" reconocimiento otorgado por vender más de 100,000 boletos. Con esta gira logra llenar el Centre Bell 3 veces más, en donde concluye su gira el 6 de mayo de 2011 con invitados especiales como Simple Plan, David Usher y Marc Dupre.
En este mismo año es invitada por Simple Plan a participar en la versión en francés del primer sencillo de su nuevo disco. La canción "Jet Lag" (Versión en francés) con Marie-Mai logra posicionarse en el lugar #5 en Quebec y #17 en Francia, fue interpretada por primera vez en el último concierto de la gira "Tournee Version 3.0" de Marie-Mai en una aparición sorpresa de la banda.
Actualmente, Marie-Mai se encuentra de gira con una versión de su espectáculo, adaptado para los festivales de Verano a través de Canadá.
Mientras tanto, se encuentra preparando un mini LP con canciones en inglés que pretende presentar a las casas disqueras en Estados Unidos para probar suerte en el mercado anglo, la cantante presentó un extracto de la canción "Young and Wired" en su cuenta oficial de Youtube y la interpretó al completo durante su magno concierto de cierre de gira en el Centre Bell.

## Miroir (2012 - a la fecha)
A principios de 2012, Marie-Mai lanzó como single promocional en Francia la canción "Sans Cri Ni Haine" un cover al francés de la canción "Call your girlfriend" de Robyn. La canción fue lanzada igualmente en Quebec en donde alcanzó el primer lugar en la radio durante 7 semanas.
El 14 de agosto el primer sencillo oficial del nuevo disco "COBRA" fue lanzado al radio, la misma fecha Marie-Mai anuncio via Twitter el título de su nuevo álbum "MIROIR".
"Miroir" será lanzado en Quebec y en Francia el 17 de septiembre de 2012.

## Discografía

### Inoxydable(2004)
1. Il faut que tu t'en ailles(Te tienes que ir) (Marie-Mai, Fred St-Gelais, Antoine Sicotte)
2. Inoxydable (Inoxidable) (Diane Cadieux, Fred St-Gelais)
3. Tu t'en fous(Te vale!) (Patrick Lafleur, Fred St-Gelais)
4. En hiver  (En Invierno) (David Quilico)
5. Tous les chemins  (Todos los caminos) (Patrick Lafleur, Fred St-Gelais)
6. Encore une nuit (Una noche más) (Marie-Mai)
7. Un million d'années (Un millón de años) (Fred St-Gelais)
8. Rien (Nada) (Dave Richard/Marie-Mai, Fred St-Gelais)
9. Take the money(Toma el dinero) (Fred St-Gelais, Martin Rannou)
10. Salaud! (Bastardo!) (Luc Plamondon/Romano Mussumara)
11. Entre mes mains (Entre mis manos) (Patrick Lafleur, Fred St-Gelais)
12. Chanson pour hier et demain (Canción para ayer y mañana) (Fred St-Gelais)
13. Seule à Montréal (Sola en Montreal) (Jean-Pierre Bouchard)

### Dangereuse Attraction(2007)
1. Mentir (Mentir) (Marie-Mai, Fred St-Gelais)
2. Emmène-Moi(Llévame) (Marie-Mai, Fred St-Gelais)
3. Qui prendra ma place (¿Quién tomara mi lugar?) (Marie-Mai, Fred St-Gelais)
4. Avec Elle(Con ella) (Marie-Mai, Fred St-Gelais)
5. Tôt ou Tard (Tarde o temprano) (Christopher Ward, Rob Wells, Marie-Mai, Fred St-Gelais)
6. Ici, Maintenant  (Aquí y ahora) (Ali Tompson, Luke McMaster, Marie-Mai, Fred St-Gelais)
7. Dangereuse Attraction (Atraccón Peligrosa) (Marie-Mai, Fred St-Gelais)
8. Encore  (Otra vez) (Marie-Mai, Fred St-Gelais)
9. Mille Jours (Mil días) (Marie-Mai)
10. Cauchemar (Pesadilla) (Marie-Mai, Fred St-Gelais)
11. Elle Avance  (Ella avanza) (Marie-Mai, Fred St-Gelais)
12. Sous un ciel sombre (Bajo un cielo gris) (Marie-Mai, Fred St-Gelais, Patrick Lafleur)
13. La prochaine fois (La próxima vez) (Marie-Mai, Fred St-Gelais)

### Version 3.0(2009)
1. Déja Loin (Lejos ya) (Marie-Mai, Fred St-Gelais)
2. J'attendrai Mon Tour (Esperare mi turno) (Marie-Mai, Fred St-Gelais)
3. C'est Moi (Soy yo) (Marie-Mai, Fred St-Gelais)
4. Garde Tes Larmes (Guarda tus lágrimas) (Rob Wells, Marie-Mai, Fred St-Gelais)
5. Secrets (Secretos) (Marie-Mai, Fred St-Gelais)
6. Tout (Todos) (Marie-Mai, Fred St-Gelais)
7. Pour Une Fois (Por una vez) (Marie-Mai, Fred St-Gelais)
8. Comme Avant (Como Antes) (Rob Wells, Marie-Mai, Fred St-Gelais)
9. Plaisirs Amers (Placeres culposos) (Marie-Mai, Fred St-Gelais)
10. Rebâtir Notre Histoire (Reconstruir nuestra historia) (Marie-Mai, Fred St-Gelais)
11. Tu L'emporte Sur Moi (Tu ganas sobre mi) (Marie-Mai, Fred St-Gelais)
12. Do You (Tu?) (Marie-Mai, Fred St-Gelais)

### Miroir(2012)
1. C.O.B.R.A.
2. Indestructible toi (Indestructible tu)
3. Jamais ailleurs (Nunca a otro lugar)
4. Différents (Diferentes)
5. Je rêve de nous (Sueno con nosotros)
6. Si les mots (Si las palabras)
7. Toujours là (Siempre ahí)
8. Heart attack (Ataque al corazón)
9. Je cours (Corro)
10. Survivants, solitaires (Sobrevivientes, solitarios)
11. Laissez-moi dormir (Déjame dormir)
12. Young & Wired (Jóvenes y conectados)
13. Sans cri ni haine (Sin gritos ni odio)
14. Riptide (Rápidos)

## Vídeos musicales
- Il faut que tu t'en ailles
- Tu t'en fous
- Encore une nuit
- Rien
- Rien (Pop Remix)
- Emmène-Moi
- Mentir
- Qui prendra ma place
- C'est Moi
- J'attendrai mon tour
- Déja Loin
- Comme avant
- Comme avant (Version Europea)
- Cobra
- Différent

COLABORACIONES:
- Je repars (con David Usher)
- Jet Lag(con Simple Plan)
- la bas(con  baptiste giabiconi)